# Собрашице у Лужницама
Собрашице у Лужници код Крагујевца убрајају се у културна добра од изузетног значаја, подигнуте су у другој половини 19. века. 
Собрашице или трпезари су родовске трпезе постављене у порти цркве и служиле су приликом црквених празника за обедовање, окупљање сродника и њихових пријатеља. 

## Изглед собрашица
У селу Лужнице, подигнуте по изградњи цркве 1873–1876, очуван је већи број ових зграда, укупно 27.
Собрашице су зграде грађене у бондручној конструкцији. Могу бити једноделне или вишеделне, спојене под заједничким кровом. У порти цркве постоје оба типа и постављене су дуж унутрашње стране ограде. Собрашице су грађене од тесаних греда темељача које су постављене на веће каменове на угловима и спојевима. Стране су грађене у бондручном скелетном систему са стубовима и косницима, а кров је на 2 или 4 воде, покривен ћерамидом. Неке имају уградне столове и клупе, које су код неких собрашица у челу софре посебно обрађене за старешину задруге. 
У порти цркве до главног пута је једна (5 спојених под заједничким кровом), до споредног пута две (једна се састоји од 6 под заједничким кровом, а друга од 4 ). Са треће, северне стране, постављено је 12 собрашица од којих су неке урушене, а једна је изгорела.

## Решења о заштити
На основу члана 1. Закона о заштити споменика културе (Сл. Лист СФРЈ број 12/65), члана 28. Закона о заштити споменика културе (Сл. Гл. СРС бр. 3/66) и члана 141, Закона о општем управном поступку (Сл.лист СФРЈ бр. 18/65), Собрашице у Лужницама се утврђене су за културно добро бр. 54/1 од 20.03.1968. год. а категорисан за културно добро од изузетног значаја за РС  Сл. Гласник РС , бр. 14/79, те се на њој примењују мере заштите утврђене Законом о културним добрима.